# Distrofia de conos y bastones
La distrofia de conos y bastones(CRD) son un grupos de  enfermedades hereditarias que afecta al ojo y provoca pérdida de visión. Se considera una variedad de la retinosis pigmentaria, presentándose con una frecuencia 10 veces inferior. Afecta a un niño por cada 40.000 nacimientos, siendo la alteración genética heterogénea, pudiendo estar implicados diferentes genes anómalos. Aparecen casos espóradicos, sin antecedentes familiares, y otros que presentan una herencia de tipo autosómico dominante, a veces autosómico recesivo o con herencia ligada al sexo.
Los primeros síntomas aparecen entre los 10 y 30 años y afectan a ambos ojos. Consisten en disminución progresiva de la agudeza visual, dificultad para la percepción de los colores (discromatopsia) y fotofobia. Posteriormente aparece ceguera nocturna y perdida progresiva de la visión central, manteniéndose en principio el campo periférico, que acaba también por perderse. Evoluciona a ceguera legal con más rapidez que otras formas de retinosis pigmentaria.
Las anomalías de visión están causadas por afectación de la retina, donde se producen acumulación de pigmentos, especialmente en la región de la mácula, que es la zona de la retina con mayor sensibilidad, afectando a las células fotorreceptoras principalmente a los conos y de forma secundaria a los bastones, estas células pierden su función causando la deficiencia de agudeza visual. Aunque se están realizando investigaciones, actualmente no existe ningún tratamiento para curar la afección.

## Causas
Hay más de 30 tipos de CRD causados por cambios genéticos en varios genes diferentes que pueden heredarse de muchas maneras diferentes, incluyendo patrones autosómicos recesivos, autosómicos dominantes, ligados al cromosoma X o mitocondriales.